# .ad
.ad és l'actual domini de primer nivell territorial (ccTLD) d'Andorra. És administrat pel Servei de Telecomunicacions d'Andorra a través d'Andorra Telecom i només pot ser sol·licitat per les entitats que disposin d'una marca comercial o individual registrada al Principat d'Andorra.

## Registres de segon nivell
Per a usos no comercials hi ha el segon nivell nom.ad.